# 人妻戦隊アイサイガー
『人妻戦隊アイサイガー』（ひとづませんたいアイサイガー）とは、2005年11月4日にDISCOVERYより発売された18禁（ソフ倫審査）のパソコンゲームソフトシリーズ及び第一弾タイトルである。
キャッチコピーは【あなたの愛で、強くなるっ!】
本作は人妻と戦隊ものを融合した異色作となっており、様々な面において人妻がモチーフとして登場している。
2007年9月21日、販売元のDISCOVERYから初代アイサイガーは三部構成である事が発表され、初代最終作の『人妻戦隊アイサイガーFLASH』が同年12月に発売される予定であったが、2008年5月に発売延期となる。

## あらすじ
人妻好きのOA機器の営業マン・守崎直太朗は謎のカードケースを拾う。すると、白紙だったそのカードから、若き日の直太朗が描いた同人誌『人妻戦隊アイサイガー』の絵柄が浮かび上がる。
そして、そのカードケースの正体は、人の快楽を糧に、使用者の妄想を現実化させる秘宝・オルガカードだった。
そこへ、魔教星団ダラクーザが地球を堕落させるために襲い来る。
彼の愛妻・美紅は、「直太朗さん好みの人妻になりたい」と言う健気な思いから、彼が夢想した人妻ヒーローになることを志願する。

## ゲームの流れ
主人公の住む月野市を舞台としたストーリーは、原則として全てのバトルはカードバトルで行われる。マルチ・エンディングゲーム。
各ストーリーは一話完結式の、アドベンチャー＋カードゲーム。
冒頭ストーリー→マップ移動等の探索→カードバトルの三構成になっており、勝てばそのまま話が進むが、負けると陵辱パートに移行。それでもゲームストーリーは進む場合が多いので、プレーヤーの任意によって負けるも良し勝つも良し。
通常のカードゲームと同じくデッキ機能が存在し、プレイヤーはデッキの構築を行う必要がある。その為、第一周目プレイでは未収集カードによりゲームの進行（カードバトル）が困難となり、繰り返しのゲームプレイが必要となる。なお、一度集めたカードは次回ゲームスタート時には既に入手済みという扱いになる為、ゲームクリアを重ねるほどプレイが容易になる。
白紙状態のカードに、オルガシードという特殊なアイテムを使用する事によって絵柄が書き込まれる。デッキはアイサイガー1人に対して40～60枚のカードで構成。カードは1種類につきデッキ一つに4枚まで増やす事が可能だが、より強いカードの絵柄を描く為にはより多くのシードが必要となる上、敵を倒すには必ず必殺技カードを使用しなくてはならない為、カード収集を取るか、ゲームをクリアするのかプレイヤーの思案所である。
なお、カードバトルのカード名をはじめ、ストーリーや台詞、設定などに、特撮やアニメのパロディが多く使われている。
イベントパートはアイサイガーとなる人妻に加え、その他の人妻とのシーンが存在する。

## 登場人物

### 人妻戦隊アイサイガー
直太郎が製作した同人誌『人妻戦隊アイサイガー』を具現化した装備を纏った人妻戦士。基本デザインは皆、エプロンである。
守崎　美紅（もりさき　みく）
声：柴田蕗
- 名乗り＝『燃える炎の熱いバラ!　サイガーローズ!!』
- 人妻分類＝【新妻】

24歳。星林保育園で働く若手保育士。かなりの天然ボケであり、夫の趣味を知りつつも、愛する人の理想の人妻になるべく日々精進を重ねている。家事一般もほぼ無難にこなすが、料理は苦手で有り、守崎家の食事は、ほとんど風見子の手料理か外食である。
アイサイガーとして最初に覚醒。スピード戦法を得意とする炎の戦士。武器は出刃包丁を具現化した【デバ＝セイバー】。必殺技は、スピードを生かして敵を縦横に切り刻む【デバ＝セイバー　賽の目微塵切り】。
ソフィー・アンドレア・雪籐（ゆきとう）
声：黒崎猫
- 名乗り＝『悪が吹き飛ぶ百合の風!　サイガーリリー!』
- 人妻分類＝【シスター＋未亡人】

30歳。修道院で住み込みで働いているシスター。見習いシスターの時期に日本人の夫と国際結婚。既婚者である為正式なシスターではないが、修道院の皆から慕われている。
二番目に覚醒。三年前、警察官だった夫はとある事件で殉職。彼が命をかけて守った『正義』の意味を知りたくて、アイサイガーに志願した。美紅以上のテンネンボケであり、普段はぽやんとしているが、命の尊さを何よりも大切にしている。
アイサイガーのムードメーカーで、チーム一のパワーを誇る風の戦士。武器はサイクロン掃除機を具現化した【サイ＝クリーナー】。必殺技は時速300kmの風で敵を吹き飛ばす【サイ＝クリーナー　リバースタイフーン】。
菱堂　藍胡（ひしどう　あいこ）
声：まりもりん
- 名乗り＝『流転の水に咲くアヤメ……サイガーアイリス!』
- 人妻分類＝【子持ち】

36歳。事故で車椅子生活を負った夫を献身的に支えている主婦で二人の子持ち。一見きつい性格をしており、当初はアイサイガー参戦を快く思っていなかった。夫と話している時は関西弁になる事から、生まれは関西と思われる。
三番目に覚醒。アイサイガーの参謀役を務める策士であり、敵の戦法を冷静に分析し、流水の如く攻撃を受け流す水の戦士。武器は全自動洗濯機を具現化した【ビート＝ウォッシャー】。必殺技は、高圧の水流で敵を切り裂く【ビート＝ウォッシャー　アクアメーザー】。
アイサイオー
- 名乗り＝『鋼鉄（はがね）の人妻　アイサイオー』
- 人妻分類＝【巨大ロボット】

アイサイガーが搭乗する女性型巨大ロボ。直太朗の頭の中に構想だけはあったが、デザインが存在しなかった為に当初は具現化しなかった。
必殺技は【妻王剣・人妻千人斬り】

#### 人妻戦隊を取り巻く人々
守崎　直太朗（もりさき　なおたろう）
主人公。
25歳。未成年の頃から人妻好きで、妻である美紅と出会った理由も母親である風見子目当て。
『オルガカード』にイメージを投影できる特殊才能の持ち主である『造影者（プロジェクシャン）』。
完全な全身像は存在せず、シルエットまたはぼかしがかかっている。（一応、カードバトルのカードで似顔絵らしきものはある）
千葉　風見子（ちば　ふみこ）
声：平野響子
- 人妻分類＝【義母】

42歳。美紅の母で直太郎の義母。夫が長期海外出張中なので近所の娘宅によく遊びに来る。娘と違って料理は上手い。おっとりとした性格だが、笑いながら人を責めるサディスティックな一面もある。夫とは同級生で学生結婚。壮絶なるラブラブ夫婦。
雪藤　行夫（ゆきとう　ゆきお）
ソフィーの夫で故人。警察官であったが、ある事件で人質をかばって犯人に刺され殉職した。彼の信じた「正義」がサイガーリリーに受け継がれることとなる。
橘　くるみ（たちばな　くるみ）
声：平野響子
修道院で、ソフィーと同室のシスター見習い。彼女のことを「お姉さま」と呼び、憧れ以上の秘めた思いを抱いている。
菱堂　一輝（ひしどう　いっき）
31歳。藍胡の夫。元プロボクサーだったが、試合中の事故で下半身不随となり引退。現在は車椅子生活を余儀なくされ、リハビリに励んでいる。
パンネルド・コーネリアス13世
声：児玉さとみ
オルフィー星の王家に代々仕える従者で、地球の猫に姿が似ていることから、 「パン猫」のあだ名がつけられている。一旦は、ジセル王妃とともにダラクーザに囚われるが、『オルガカード』を持って地球に逃走。そこで直太朗と出会ったことがすべての始まりとなった。
ジセル・オルフィーリア
声：みすみ
- 人妻分類＝【未亡人＋貴族】

地球人年齢で38歳。惑星オルフィー・オルフィーリア王朝の王妃。直太朗と同じく『造影者（プロジェクシャン）』である為、生け捕りにされ『オルガカード』への造影を強制されている。王である夫は殺され、唯一の王子である息子は現在行方不明。
滝腰　ひろみ
声：鉄滝次
通称「ジャイゴン」。インターネット喫茶『KASS（カス）』の店主で、乳に異常なほどのこだわりを持つ「乳スキー」である。直太朗とは大学時代からの腐れ縁。

### 魔教星団ダラクーザ
宇宙を股にかける邪教集団で、全宇宙に10万人以上の信者がいる。教義は《親を殺し、子を棄て、獣と交われ》。闇教祖ダラクーザを筆頭に、4人の幹部で構成される。信者は「クーザ・ダラクーザ!」と叫ぶことで、忠誠を示す。
闇教祖　ダラクーザ
全宇宙征服を夢見る、魔教星団の教祖。ある儀式を行うため、地球に魔の手を伸ばしてくる。
獣将　ザンディック
声：鉄滝次
ダラクーザ4幹部の一人。根っからのサディストで、気の強く反抗的な相手を徹底的に陵辱することを好む。サイガーアイリスに強い執着を示す。
瘴婦　ヴィズネラ
声：児玉さとみ
ダラクーザ4幹部の一人。毒や薬のエキスパートであり、自身はほとんどの薬に耐性を持っている。清純で貞節な女性を強く嫌悪し、そのような女性を快楽によって堕落させることを至上の喜びとしている。サイガーリリーに強い執着を示す。
脳神　ケミファ
声：マジック
ダラクーザ4幹部の一人。幼いころから闇教祖ダラクーザに育てられ、彼に対して妄信に近い忠誠を誓っている。『オルガカード』を基に、全く同じ性能のレプリカを作り出すなど、優秀な科学者であり、儀式の一切を取り仕切っている。
剣姫　リジェンヌ
声：阿倉優
ダラクーザ4幹部の一人。戦闘民族ヤパームの姫だったが、父がザンディックに一騎討ちで敗れたため、ヤパームの掟に従いダラクーザの配下となった。他の3幹部と異なり弱者を傷つけることを好まず、オルガシード収集（＝陵辱）にも加担しない。強い敵との戦いを好む生粋の剣士であり、アイサイガーの中で最も戦闘力の高いサイガーローズに強い執着を示す。
イドー怪人
ケミファが作った『オルガカード』のレプリカに、ジセル王妃の恐怖と快楽を造影することで生まれる怪人。地球におけるオルガシード収集の実行部隊であり、アイサイガーが直接戦う相手でもある。
シタッパー
その名の通り、下っ端戦闘員。「イギー」としかしゃべれない。

## 用語
オルガカード
惑星オルフィーの王家に代々伝わる秘宝。数万人に一人といわれる『造影者（プロジェクシャン）』と呼ばれる能力の持ち主の想像する物を具現化する力を持つ。具現化には能力者が生み出す『オルガシード』が必要不可欠。
基礎的な技術は解明されており、生成装置ともども複製が可能。それ以外にも当初から全ての枚数がそろっているわけではなく、何枚かは魔教星団の元にあり、怪人を倒すことで回収できる。カードは全100種類、デッキに同種類を4枚精製可能な事から、枚数は少なくとも400枚はある。  
デッキ&オルガシード生成装置』
オルガカードを入れているデッキ。デッキ中央部にはオルガシード精製装置となる宝石(のようなもの)が埋め込まれている。近くに造影者がいて、かつエネルギーを発生させていれば延々とシードを作り続ける。
オルガシード
デッキによって作られた、人間の妄想を具現化した宝石のような物質。カードにイメージを定着させたり、カードを使用する際に必要不可欠。
造影者（プロジェクシャン）
オルガカードにイメージを定着することが出来る人間の事。先天的素質であり、全宇宙において能力を持つものはわずかしかいない。惑星オルフィーではこの能力を持つ女性のみが代々王妃の座につく事が出来る。
人妻戦隊アイサイガー
直太郎が高校生時代に書いたオリジナル同人誌。長らく執筆は止まっていたが、魔教星団との戦いを機に再び想像を開始する。
惑星オルフィー
物語の発端となったオルガカードが安置されていた惑星。宇宙制覇をもくろむ魔教星団によって壊滅状態に晒される。

## 開発
はまちょは本作の企画を立ち上げた理由として、『人妻×人妻4』の出来への不満から、本当に作りたいものを作ろうと考え、大好きな特撮を要素に入れることにしたとGalge.comとのインタビューの中で振り返っている。
当初は『人妻戦隊ヒトヅマン』というタイトルが考えられたが、女性なのに「マン」はおかしいという指摘を受け、現在のタイトルとなった。
また、最初、コンピュータゲームとしてのシステムがなかなか定まらなかったが、オルガカードの設定が浮かんだことがきっかけで、トレーディングカードゲームのシステムが取り入れられることとなった。

### キャラクター設定
アイサイガーのコスチュームは当初から裸エプロンに決まっていたものの、ヘルメットの形状のデザインには時間がかかり、フルフェイスのヘルメットではHシーンの邪魔になるという意見があったものの、最終的には押し通す形で取り入れられた。また、メインヒロインの数はキャラクターの対比のしやすさから3人に設定された。
メインヒロインである美紅は、若くて一生懸命な新妻を意識して設定された一方、藍胡は従来の『人妻×人妻』シリーズらしいキャラクターとして設定された。
ソフィーは巨乳を出しやすいからという理由で外国人として設定され、シスターという職業は、はまちょが幼少期に見たナンスプロイテーションからヒントを得て設定された。
敵組織は最低3人以上の幹部が必要であると考え、嫌なオヤジである獣将ザンディック、色気のある美女・瘴婦ヴィズネラ、そして科学者の脳神ケミファが作られた。剣姫リジェンヌは最後の一人として作られたキャラクターであり、多くの人妻が登場する本作において、戦いを優先するあまり処女のままという経歴が設定された。

## スタッフ
- 企画・ゲームデザイン:はまちょ
- 原画:ガンちゃん、東丘忍
- 音楽:佐野広明
  - 1st主題歌:『アイサイガーGeton!』
作詞:はまちょ
作曲:佐野広明
歌:SATOMI
  - 2nd主題歌:『人妻戦隊アイサイガー!』
作詞・作曲・歌:江園拓郎
  - エンディング:『あなただけのヒロイン』
作詞:はまちょ
作曲:佐野広明
歌:SATOMI